# キラキラ絵文字

Twemoji（Twitter絵文字ライブラリ）のキラキラ絵文字

キラキラ絵文字(✨)は、大きな星のまわりを小さな星が取りかこんでいる絵文字である。日本のアニメや漫画において使われていた「星」（スター）に由来しており、現代では単語や文章の前後に挿入して強調するために使われている。2021年の時点でSNSのTwitterで3番目に使用された絵文字であり、2020年代初頭以降は名だたるテック企業から人工知能を表現するためのアイコンとしても用いられている。

## 開発
Emojipediaによれば、このキラキラ絵文字は1990年代の後半に、ソフトバンク、ドコモ、AUという日本の通信キャリアが導入したのが始まりである。2010年にはUnicode6.0に加えられ、2015年には絵文字バージョン1.0にラインアップされた。
キラキラ絵文字はプラットフォームによってはマルチカラーであることもモノトーンであることもある。Twitterとマイクロソフトはもともとマルチカラーで提供していたがモノトーンの絵文字に変更している。サムスンの提供するプラットフォームでは、キラキラ絵文字のバックが夜景だった時期もあった。

## 使用例

### コミュニケーション
キラキラ絵文字はもともと日本のアニメや漫画における「星」を表現するためのものだった。日本の作品では、美しさや幸せ、憧れなどの感情を表現するのに、星がつかわれていたのである。多義的であり文脈にもよるが、英語圏では2010年代後半から2020年にかけてこの絵文字は単語や文章の前後において、例えば"I would simply ✨pass away✨"（「わたし無事に✨死亡✨」）のように強調する使われ方が生まれた。そのほかにも皮肉や嘲りの意味でつかわれることもある。絵文字を使わずに、チルダ（~）やアスタリスク（*）で代用されることもある。キラキラ絵文字はクレンリネス（清潔さ）を表現したり、セクスティングにおけるオーガズムを表現するために使われる。
2021年9月、キラキラ絵文字はうるうるの眼で訴えかける絵文字(🥺)をこえて、世界で3番目に使用される絵文字となった。Emojipediaによれば、あらゆるツイート（Twitterにおける投稿）の1パーセントに相当する数のツイートでこのキラキラ絵文字が使われていたことになる。

### 人工知能

チャットボットのGeminiのロゴにはキラキラした星が使われている

2020年代の初頭に、キラキラ絵文字は人工知能（AI）を象徴するアイコンとして使われ始めた。そういった使い方が確認できたテック企業としては、Google、OpenAI、Samsung、Microsoft、Adobe、Spotify、Zoomが挙げられる。2024年8月の時点でテック企業の時価総額トップ10社のうち7社がこの絵文字とAIを紐づけて使用していた。OpenAIは、ChatGPTのモデルごとに複数のバージョンのキラキラ絵文字を設定していた。一説にはテック企業がAIを「魔法」のような何かとしてマーケティングするために使われていた）。一方でマーケターやデザイナーによる説明には、このキラキラ絵文字をAIを象徴するものとして使われるのも、単に同業者がどそうしているだけでユーザーにとってもなじみやすいからだといわれることもある。
2024年の前後で、上記の企業もAIサービスから小さな星を除いて大きな星だけにするパターンが確認されており、例えばGoogleのチャットボットであるGeminiはそのよい例である。
2024年の初めにコンサルティング会社のニールセン・ノーマン・グループは、星がひとつだけの絵文字がユーザーにあたえる印象を検証し、この絵文字が特にAIの象徴とはうけとられておらず、むしろオプティ米ゼーション（最適化）や「何かをお気に入りまたは保存する」ときの印象があるとしている。